# Pierre Joseph Jacques Tiberghien

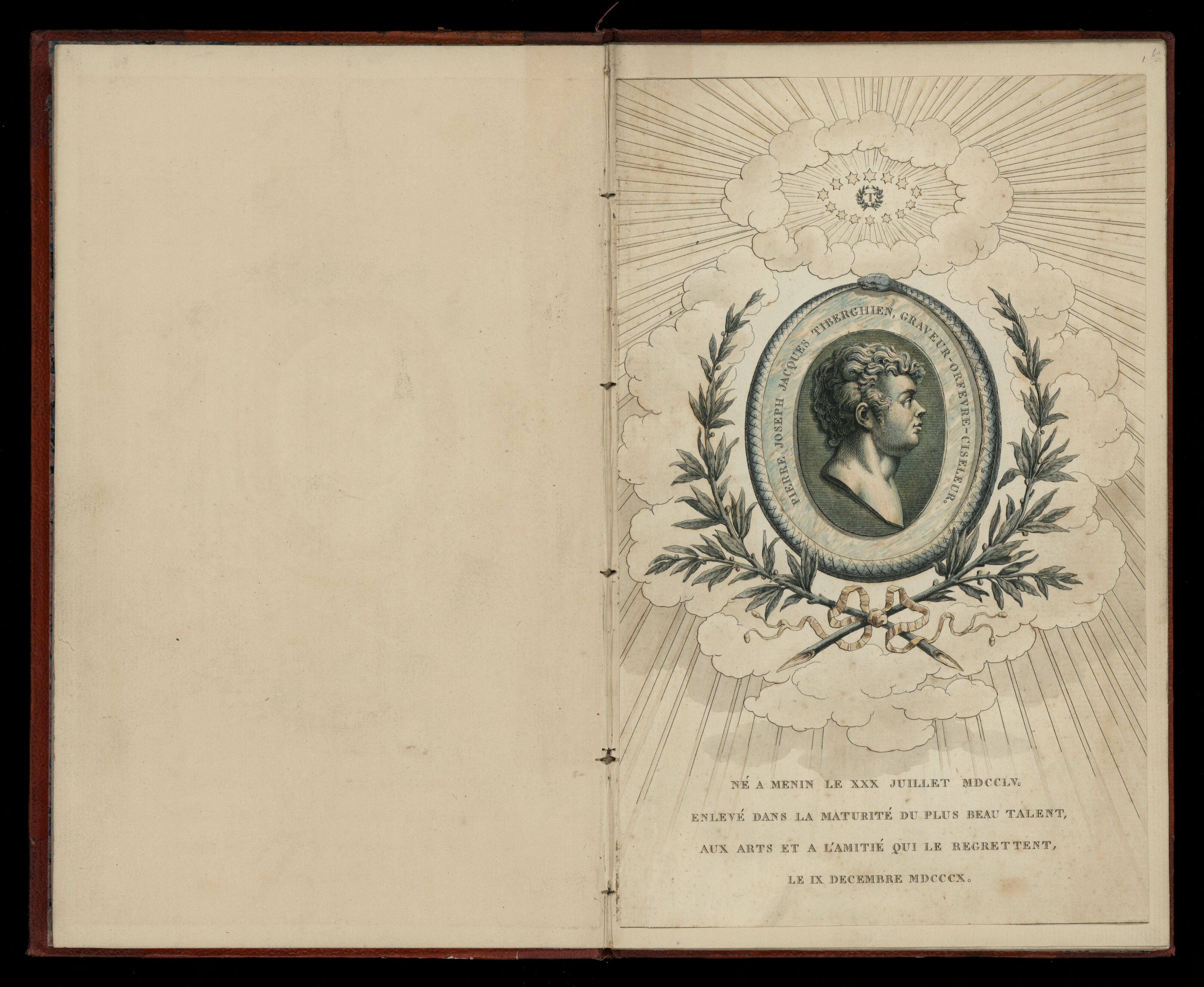
Portret van Pierre Joseph Jacques Tiberghien (Verzamelband Ontwerptekeningen en gravuren van P. J. J. Tiberghien)

Pierre Joseph Jacques Tiberghien (Menen, 30 juli 1755 - Gent, 9 december 1810) was een Vlaams edelsmid, beeldhouwer en graveur.
Tiberghien was van bescheiden komaf en als kind ging hij in de leer bij een edelsmid in Kortrijk. In die stad volgde hij lessen aan de plaatselijke tekenschool. Na enige jaren ging hij aan de slag bij een goudsmid in Antwerpen. Daarna vestigde hij zich in Gent. Hij was directeur van de Gentse Academie en een van de directeuren van de Société des Beaux-Arts in Gent.

## Collectie
- De Universiteitsbibliotheek Gent bewaart meer dan 1.000 werken van Tiberghien. (link)
- Het Rijksmuseum Amsterdam bewaart gravures van Tiberghien. (link)
- Het KBR bewaart gegraveerde medailles van Tiberghien.